# História do Cristianismo na França
A História do Cristianismo na França é difícil de precisar, porém provavelmente começa no segundo século. Foi caracterizado principalmente pelo papel preponderante da Igreja Católica na França em todos os aspectos da vida, não apenas em questões espirituais; inequivocamente ao longo da Idade Média (especialmente após a conversão de Clóvis e do reino franco), permanecendo relativamente durante a Idade Moderna, e enfrentando a descristianização durante a Idade Contemporânea, a partir da Revolução Francesa.

## Antiguidade

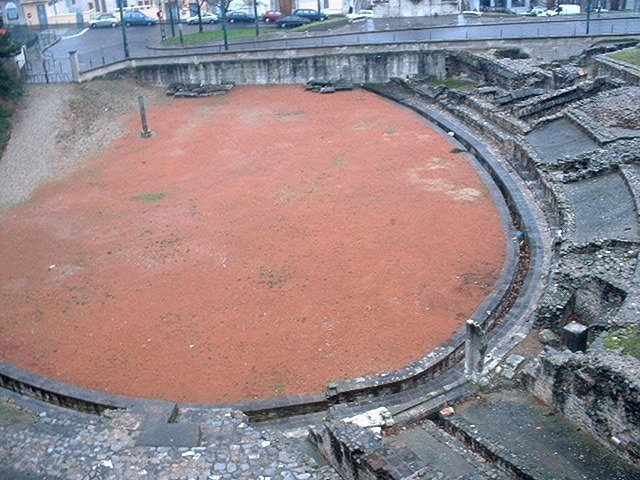
Anfiteatro das Três Gálias do antigo Lugduno, com o monumento erguido nos tempos modernos que comemora o martírio dos cristãos no ano 177

A evangelização dos galo-romanos, atrasada se comparada à das províncias orientais do Império, começa no século II, mas é difícil reconstrui-la historicamente. O cristianismo provavelmente penetrou na Gália através de comunidades judaicas e mercadores do Oriente, como uma religião não reconhecida pelas autoridades (religio illicita) que quase não deixou vestígios arqueológicos ou fontes escritas (a lenda do Santo Graal, que narra a chegada da relíquia ao porto provençal de Saintes-Maries-de-la-Mer, trazido, entre outros, por José de Arimatéia e pelas Santas Mulheres - Maria Madalena teria acontecido a Sainte Baume -, é um reelaboração posterior). Na época, ainda era tolerado de fato, não sendo alvo de perseguição sistemática. Apenas o testemunho de um episódio de denúncia coletiva é preservado: o dos mártires de Lião (Potino, o primeiro bispo, e outros dezoito mortos na prisão, Blandina e cinco outros no anfiteatro, e vinte e dois decapitados por sua condição de cidadãos romanos) no ano 177. Primeira referência a essas primeiras comunidades cristãs do Vale do Ródano (as de Vienne e Lyon) é a obra de Eusébio de Cesaréia (século IV). Os primeiros cristãos se reuniam escondidos, nos arredores das cidades, onde celebravam o culto em cemitérios semelhantes às catacumbas de Roma.
Gregório de Tours, em sua História dos Francos (século VI), mistura histórias de origens de diferentes datas e valores, para narrar a lendária história de sete missionários (os " sete apóstolos da Gália ") que, durante a perseguição de Décio (cerca de 250), teriam sido enviados para a Gália pelos "bispos de Roma": Gaciano de Tours (Gatien de Tours - em latim Gatianus, Catianus ou Gratianus -), Trófimo de Arles, Paulo de Narbona, Saturnino de Tolosa (Sernin de Toulouse), Dionísio de Paris (Denis de Paris), Austremônio de Clermont e Marçal de Limoges. Na realidade, a fundação das primeiras sedes episcopais só é conhecida por tradições locais tardias e lendárias que pretendiam provar a precedência de algumas sobre outras, mas também remonta as primeiras conversões à era apostólica. Estas tradições primitivas de historicidade questionável estão associadas à construção de monumentos dos quais apenas restam vestígios cuja interpretação arqueológica ainda não foi especificada (cripta do martírio de São Dionisio, Mons Cetardus - Rua Mouffetard -, ao pé da qual foi fundado o  mais antigo cemitério cristão de Paris, do final do século III).
Muitas tradições poéticas e lendas hagiográficas foram posteriormente criadas para tentar legitimar santuários, peregrinações, festividades ou dinastias, fazendo aparecer, portanto, santos apostólicos e mártires da historicidade duvidosa: Caprais e Foy de Agen, cujos corpos, dos quais não havia notícias no século V, apareceram milagrosamente durante a translação de relíquias;  Maurício Agaune,"o Tebano", e seus colegas, cujos corpos também foram objeto de "invenção de relíquias "(inventio);  Quentin de Vermand e Lucien de Beauvais que apareceram só mais  tarde em Passio.
Depois de Vienne e Lyon (cujo segundo bispo, Irineu de Lyon, foi considerado um dos Pais da Igreja e o primeiro ocidental a desenvolver uma teologia sistemática), devemos esperar até meados do século III para encontrar vestígios de outras comunidades cristãs nas Gálias. O estudo dos catálogos episcopais mostra o estabelecimento de cerca de trinta bispados antes da Paz da Igreja. Comunidades religiosas galo-romanas experimentaram prosperidade material no século IV, graças às doações dos fiéis e do Evergetismo de pessoas notáveis. Esta evolução verifica-se na historicidade de um número crescente de bispados, confirmada pela subscrição de concílios e por correspondência diversa, e pelos vestígios de construção de igrejas desta época, bem como dos monumentos cristãos mais antigos da Gália, batistério retangulares (Baptistério de São João de Poitiers, a Igreja do Batistério de Santo Estêvão de Lyon com abside). A expansão do cristianismo na Gália se traduz em números modestos: se a porcentagem de cristãos na população não ultrapassava 2% até o ano 250, teria subido para 5 ou 10% sob Constantino I, no início do século IV. 
O Concílio de Arles (314) condenou o donatismo. Com o arianismo se espalhando pela Gália, Hilário de Poitiers, um grande defensor da ortodoxia de Nicéia, condenou essa heresia em 355.
Do século III ao IV, os cristãos saíram da clandestinidade e fortaleceram a organização eclesiástica. Sua rápida expansão ameaçou o Estado Romano, que reagiu com perseguições. "Eles ficaram menos perturbados com a rebelião aberta de alguns do que com a vontade de uma maioria de se integrar e ser reconhecida como "bons cidadãos". 
Martin de Tours introduziu o monasticismo na Gália em meados do século IV, um monacato "martinita", que se espalhou por toda a região do Loire (Saint Martin de Ligugé - Abadia de Saint-Martin de Ligugé -, abadia de Marmoutier em Tours), enquanto o " o "monasticismo lerinita (Caprasio de Lérins, mosteiro fortificado da abadia do mosteiro Lérins de Lerins) e o "cassianita" (João Cassiano, mosteiro de São Vítor de Marselha) no sul da Gália no século V.
O status de "igreja mais antiga da França" é atribuído a vários lugares, incluindo Saint-Pierre-aux-Nonnains (Metz) e Saint-Martin de Moissac.